# Seth's Temptation
Pour plus de détails, voir Fiche technique et Distribution.
Seth's Temptation est un film muet américain réalisé par Sidney Olcott, sorti en 1910 avec Gene Gauntier et J.P. McGowan dans les rôles principaux.

## Fiche technique
- Titre original : Seth's Temptation
- Réalisation : Sidney Olcott
- Société de production : Kalem Company
- Société de distribution : General Film Company
- Pays d'origine : États-Unis
- Lieu de tournage : Jacksonville (Floride)
- Métrage : 291 mètres
- Langue : film muet avec les intertitres en anglais
- Format : Noir et blanc — 35 mm — 1,33:1 — Muet
- Genre : Film dramatique
- Durée : 9 minutes 40
- Date de sortie :
  -  États-Unis : 14 décembre 1910 (New York)

## Distribution
- Gene Gauntier
- J.P. McGowan

## À noter
- Le film est tourné à Jacksonville en Floride.